# Orientierungslaufschuh

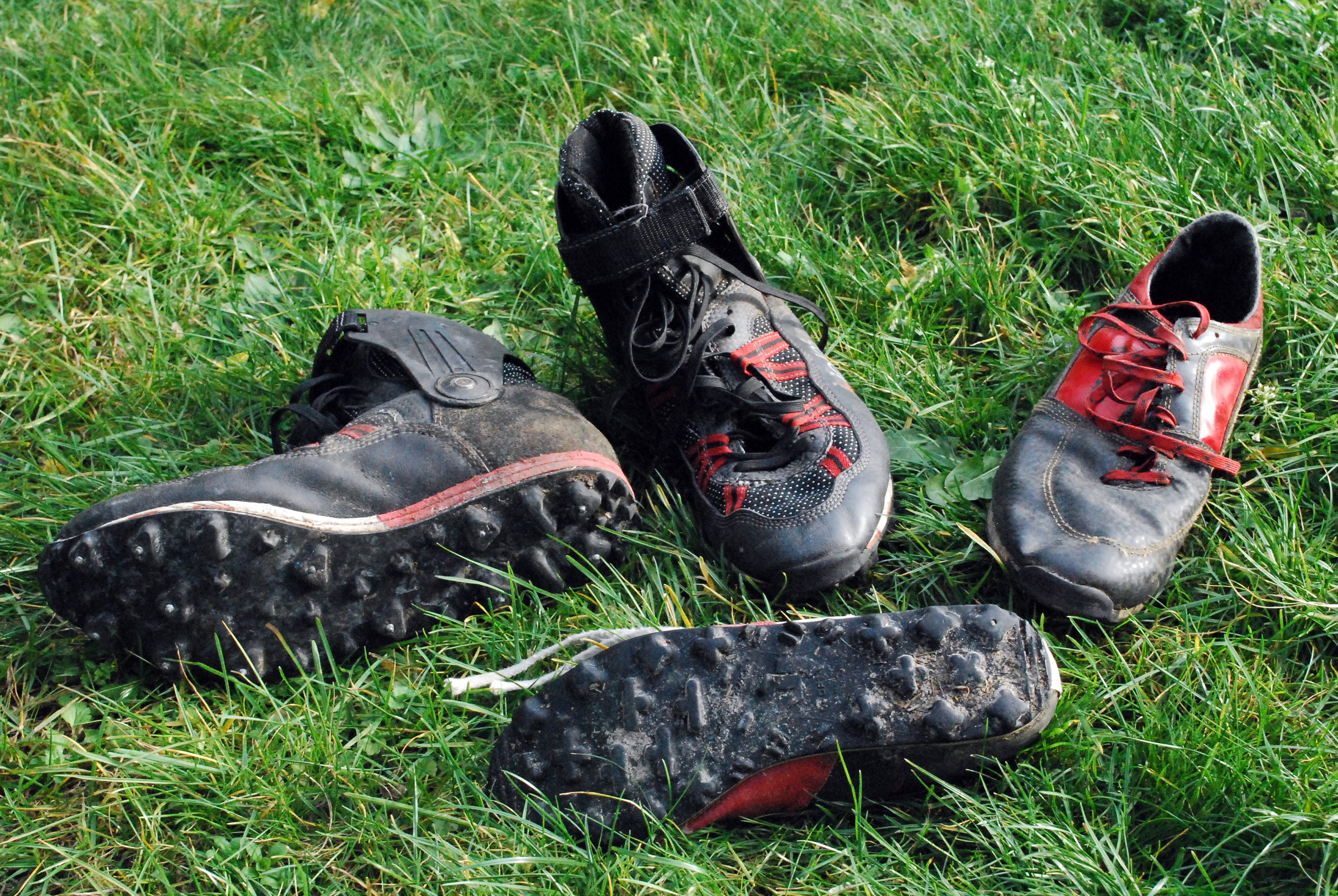
Verschiedene Orientierungslaufschuhe

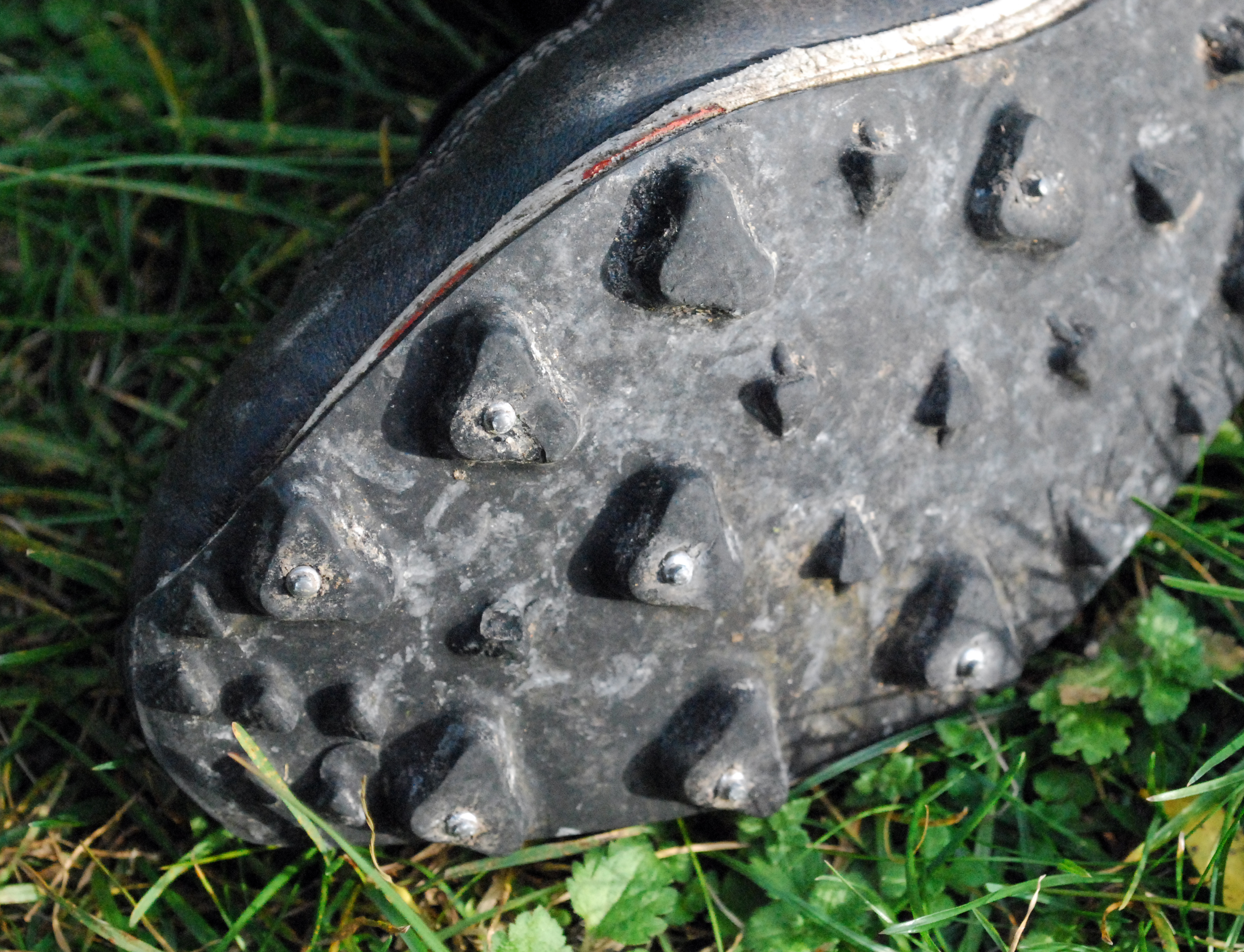
Sohlen mit Dobb-Spikes

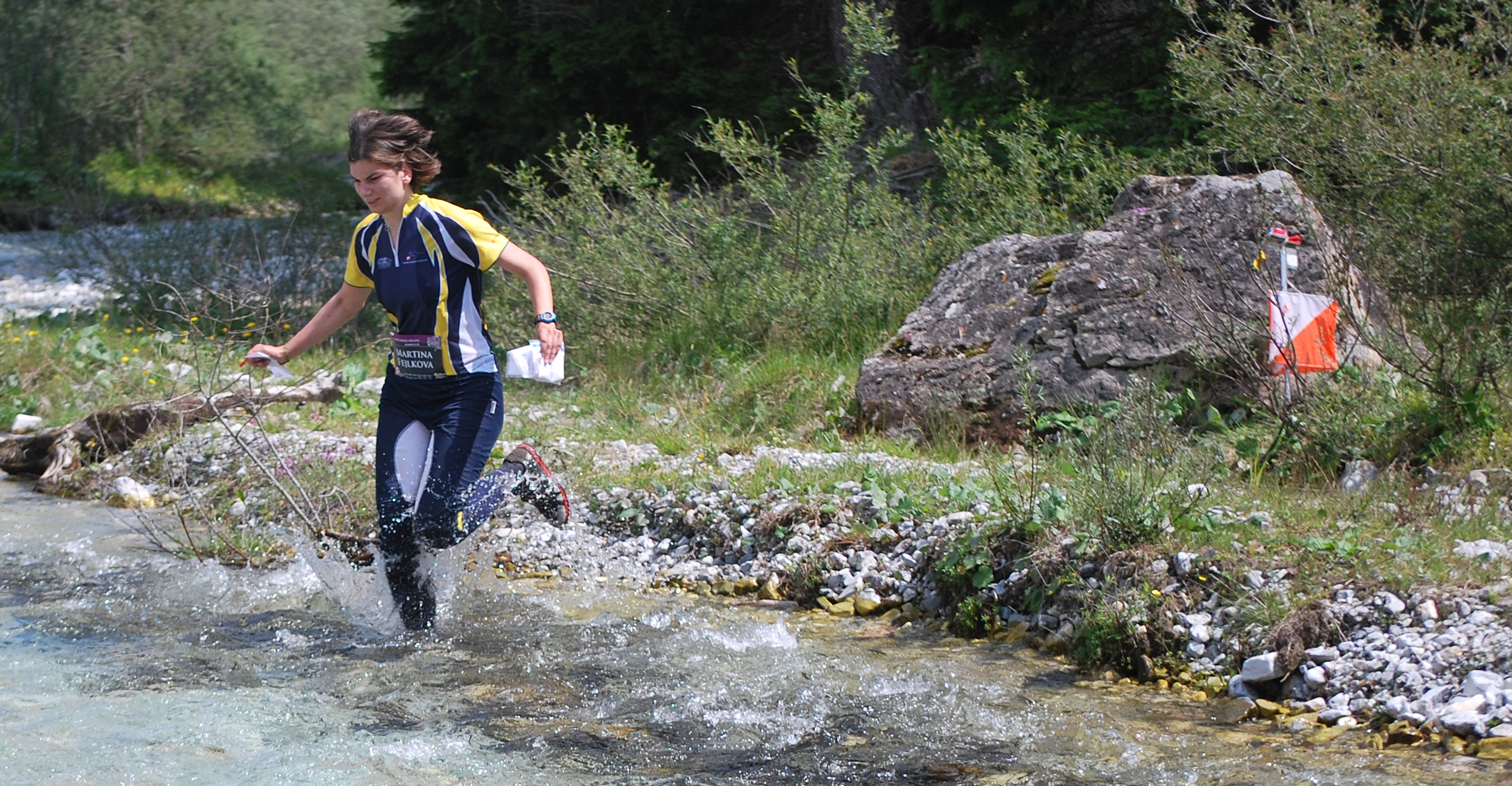
Orientierungslaufschuhe müssen Feuchtigkeit gut vertragen

Orientierungslaufschuhe, häufig auch kurz OL-Schuhe, sind Laufschuhe, die speziell für die Verwendung im Orientierungslauf gefertigt sind. Sie sind besonders zum Laufen abseits von Wegen, insbesondere im Wald geeignet.
Orientierungslaufschuhe bieten besondere Rutschfestigkeit, auch auf nassem Untergrund, Steinen, Holz und ähnlichen Untergründen durch ausgeprägte Stollen. Häufig sind in diesen noch kurze Metallstifte eingearbeitet, sogenannte Dobb-Spikes. Längere Spikes sind hingegen aus Umweltschutzgründen verboten, bei vielen Wettkämpfen ist auch der Einsatz von Dobb-Spikes untersagt. Wichtig ist auch die Härte der Gummimischung der Sohle. Normale Laufschuhe sind den Anforderungen des Laufens im Wald meist nicht gewachsen, sie können auch leicht von Ästen durchdrungen werden und so ein Sicherheitsrisiko darstellen. Eine Dämpfung wie bei herkömmlichen Laufschuhen ist beim Orientierungslauf auf den meist eher weichen natürlichen Untergründen nicht notwendig.
Das Obermaterial von Orientierungslaufschuhen muss reißfest sein, um der Beanspruchung durch die Vegetation zu widerstehen, meist werden hier Nylon und Leder verwendet. Der Schnitt ist eher schmal, um ein Umknicken zu verhindern. Darüber hinaus soll solchen Verletzungen durch ein torsionssteifes, nicht zu flexibles Material vorgebeugt werden. Manche OL-Schuhe haben zusätzlich einen hohen Schaft, in manchen Fällen sogar durch Plastikschienen verstärkt, die ähnlich wie ein Tapeverband den Bandapparat unterstützen.
Orientierungslaufschuhe sollen im Vergleich zu ähnlich festen Schuhen sehr leicht sein. Sie sind nicht wasserdicht, dürfen aber auch nicht wasserempfindlich oder stark saugend sein und sollen auch in nassem Zustand gut zu laufen sein.
Trotz ihrer Festigkeit werden Orientierungslaufschuhe sehr stark beansprucht, im Leistungssport ist ein Verschleiß von über drei Paar Schuhen pro Saison üblich. Sie sind üblicherweise der teuerste Bestandteil der Orientierungslaufausrüstung.